# Duomo (metropolitana di Napoli)
Duomo è una stazione della linea 1 della metropolitana di Napoli.

## Storia
I lavori sono iniziati il 14 novembre 2001, e la stazione è stata inaugurata il 6 agosto 2021. La realizzazione della stazione ha comportato un investimento complessivo di circa 156,8 milioni di euro.

## Strutture e impianti
La stazione, in galleria, occupa una superficie di 4 720 m², con un'area di intervento pari a 10 200 m². La profondità della stazione è di 36 metri, presenta una pendenza dello 0,4% e dispone di 3 uscite.
Progettata dallo Studio Fuksas, la stazione si trova nel quartiere Pendino e serve le zone di piazza del Mercato, via Marina, il Rettifilo, nonché il Museo Gaetano Filangieri, il Duomo ed il Palazzo Arcivescovile. Il piano binari è a 40 metri di profondità, 30 sotto il livello del mare.
Lo scavo archeologico in atto nell'area ha riportato alla luce reperti di straordinario interesse per la città: un tempio risalente al I secolo d.C., un porticato ellenistico di età flavia e una pista da corsa del ginnasio. L'intervento risulta fortemente influenzato dal ritrovamento, riproponendolo così come si è presentato agli occhi degli archeologi, visibile dall'esterno e visitabile all'interno della stazione. Un atipico parco archeologico in cui il sistema dei ritrovamenti sarà restituito con un'anastilosi di colonne e altri resti in posizione di crollo.
Il progetto di Fuksas della stazione ha comportato una radicale modifica della viabilità della soprastante piazza Nicola Amore, consistente nella totale eliminazione della preesistente rotatoria, la pedonalizzazione di buona parte della piazza "lato monte" (dove è in corso di realizzazione una cupola in metallo e vetro che lascia intravedere dall'esterno i sottostanti reperti archeologici) e del tratto di via Duomo fra la stessa piazza e le vie Tramontano e Zecca dei Panni, lasciandola accessibile alle auto unicamente da via Seggio del Popolo e via dei Cimbri. Resta invariata invece la circolazione lungo corso Umberto I, con l'attraversamento della piazza mediante un percorso curvilineo, dove si incrocia solo sulla corsia in direzione di piazza Garibaldi il tratto di via Duomo "lato mare".

## Interscambi
- Fermata autobus e filobus di passaggio (202 - 460 - R2 - N1 - N3)

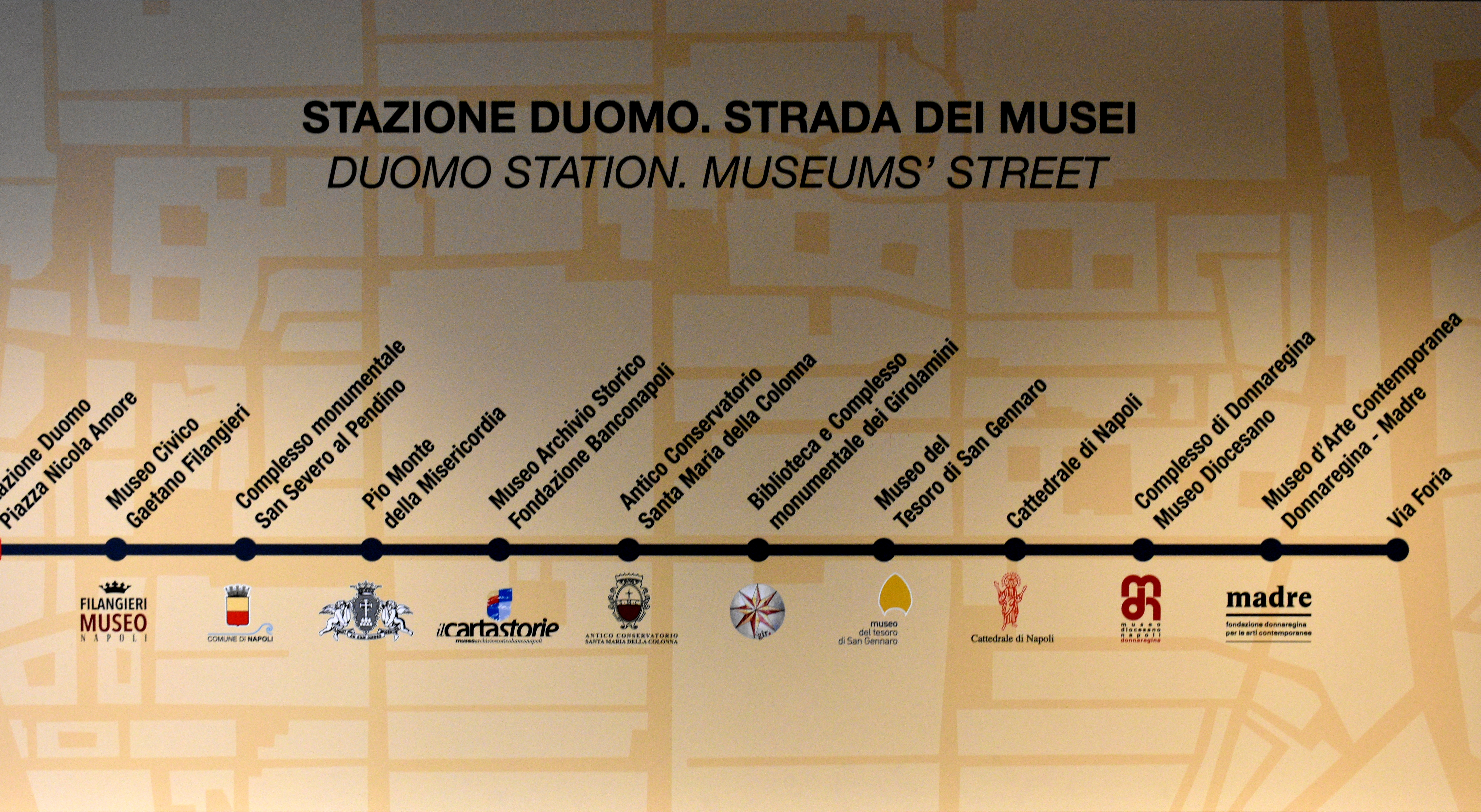
Luoghi d'arte nelle vicinanze.